# Daniel Dajic
Daniel Milos Dajic (Huskvarna, 19 giugno 1977) è un ex cestista svedese.

## Carriera
Con la Svezia ha disputato i Campionati europei del 2003.